# Turbinaria patula
Espèce
Statut CITES
Turbinaria patula est une espèce de coraux appartenant à la famille des Dendrophylliidae.